# Хећим-Тома Костић
Хећим-Тома Костић или Константиновић (Кожани, 4. април 1778 — Панчево, 9. октобар 1848) је био српски видар. Славу је задобио лечећи најпознатије ратнике и војводе из Првог и Другог српског устанка.
Као „војни хирург“ послат је из Србије у Преко током Мађарске буне (1848), да лечи српске рањенике. Умро је од колере у Панчеву, на задатку. Хећим Тома се, међутим, бавио механџилуком као основним својим занимањем.

## Биографија
Родио се 4. априла 1778. и вароши Кожанима у Македонији, син је чувене видарке Ћира-Мане.
У Србију је дошао почетком устанка на Турке 1804. и налазио се у прво време у Смедереву.
1806. 15. јула, управни савет, осведочивши се о вештини Хећим-Томиној у лечењу, узима га за војничог лекара, и одређује му 60 гроша плаће на месец коју ће, вели се у акту, примити и кад не би било никога да лечи.
Из Смедерева кад је освојен Београд, преселио се и Хећим-Тома у данашњу српску престолницу, и ту је видао рањенике; и видао их је већином врло срећно. Ево за то једног сведочансва:
1807. руднички војвода Милош Обреновић, при освајању Ужица, у јуришу на неки шанац, рани се тешко: куршум му продре у груди испод средиње трећине на предњој ивици леве кључнице, и пројури кроз доње поље десне лопатице, дакле баш кроз груди. Рањеник је лежао очајнички, а Хећим-Тома због многих рањеника које је већ видао у Београду, није могао ићи у Ужице. За то војводу Милоша положе на разапето међу два товарна коња платно, и тако га снесу у Београд. Хећим-Тома прионе видати те грдне ране. И за неколико недеља. војвода се опорави, дигне се, и оде опет на војску. Прича се да је Хећим-Тома, у том видању, својим рођеним устима исисавао гној из разних гнојних канала да би се рана брже и лакше обживчала.
1830. децембра 13, Кнез Милош пише: „За заслуге мени и народу у рату указиване, ослобођавам Хећим-Тому, и мајку му Ману, од сваке дације и кулука”.
1834. октобра 3, Кнез у Неготину, потписује диплому, којом Хећим-Томи одређује 150 талира пензије на годину.
У Српским Новинама од 1841, бр 28, стр 222, има извештај коко је Хећим-Тома извидао ногу неком Димитрију Русијанцу. Случај мора да је био ређи, јер је лечење ишло под надзором београдског физика, Др Ђ. Мушицког, па је тако сјајно испало да службене новине о том говоре особитом хвалом.
Хећим-Тома је умро 9. октобра 1848. од колере у Панчеву, куда је по наредби српске владе био отишао да вида рањенике из маџарског рата. Тело му је пренесено у Београд, и сахрањено код Маркове цркве, у Палилули, да би његови остаци 1926. године били пренети на Ново гробље.